# Verbraucherzentrale
Die deutschen Verbraucherzentralen sind auf Landesebene organisierte Vereine, die sich aufgrund eines staatlichen Auftrags dem Verbraucherschutz widmen und Beratungsleistungen erbringen. Sie sind als gemeinnützig anerkannt und in der politischen Dachorganisation Verbraucherzentrale Bundesverband e. V. (vzbv) zusammengeschlossen.

## Ziele
Ihr Ziel ist es, die Verbraucher in Fragen des privaten Konsums zu informieren, zu beraten, zu unterstützen und rechtlichen Beistand zu leisten. Beraten wird beispielsweise zu Themen wie Kaufrecht, Werkvertragsrecht (Handwerkerleistungen), Dienstvertragsrecht, Kreditrecht, Schuldnerberatung und privatem Insolvenzverfahren sowie deren Prävention, Banken und Geldanlage, Grauem Kapitalmarkt, Versicherungen, Patientenrecht, Pflegeberatung, Wohnberatung, Gesundheitsdienstleistungen, Reiserecht, Privater Altersvorsorge, Baufinanzierung, Energie, Stromanbieterwechsel, Umwelt, Ernährung, Haushalt, Freizeit oder Telekommunikation.
Die Verbraucherzentralen helfen gegen Entgelt bei individuellen Rechtsproblemen und vertreten Interessen jedes Verbrauchers im Einzelnen wie auch in Verbandsklagen. Insbesondere ist es satzungsgemäße Aufgabe der Verbraucherzentralen, außergerichtlich wie auch gerichtlich gegen unzulässige Allgemeine Geschäftsbedingungen, verbraucherschutzwidrige Geschäftspraktiken und unlautere Werbemaßnahmen eines Anbieters vorzugehen.
In den letzten Jahren ergab sich bezüglich fragwürdiger Vertragsbedingungen und Geschäftspraktiken sowie Verbraucherbeschwerden ein Arbeitsschwerpunkt der Verbraucherzentralen bei Telekommunikationsdienstleistungsverträgen – siehe Telekommunikationsunternehmen in der Kritik.
Die Verbraucherzentralen versuchen auch, Einfluss auf die Politik zu nehmen. Beispielsweise ist die Verbraucherzentrale Hamburg neben 23 anderen Organisationen (unter anderem der BUND Hamburg, Kirchen sowie Verbände aus dem Bereich erneuerbare Energien) Mitinitiatorin einer Volksinitiative, die das Ziel einer Rekommunalisierung der Energienetze und der Etablierung „echter“ Stadtwerke (Stadtwerke mit Energienetzen) in Hamburg hat.

## Rechte
Die Verbraucherzentralen erhalten durch das Gesetz gegenüber anderen Vereinen besondere Privilegien. So haben sie in Deutschland gemäß § 8 Abs. 1 Nr. 4 Rechtsdienstleistungsgesetz (seit 1. Juli 2008, davor § 3 Nr. 8 Rechtsberatungsgesetz) das Recht zur außergerichtlichen Rechtsbesorgung und können so im Rahmen ihres Aufgabenkreises neben Rechtsanwälten Verbraucher außergerichtlich beraten und vertreten. Eine Mitgliedschaft ist nicht erforderlich.
Seit dem 1. Januar 2002 können sich Verbraucherzentralen individuelle Ansprüche von Verbrauchern abtreten lassen, um diese vom Anbieter einzufordern und gegebenenfalls auch einzuklagen. Damit können Verbraucherzentralen Ansprüche einzelner Verbraucher bündeln und im Interesse des Verbraucherschutzes bis hin zum Bundesgerichtshof geltend machen.
Die Verbraucherzentralen gehören außerdem zu den in die Liste nach § 4 des Unterlassungsklagengesetzes (UKlaG) eingetragenen qualifizierten Verbraucherverbänden.

## Organisation
Zuständig für Informationen und Beratung sind die in Deutschland auf Landesebene organisierten Verbraucherzentralen der einzelnen Bundesländer. Die Verbraucherzentrale Berlin wurde 1953 gegründet, gefolgt von den Verbraucherzentralen Hamburg und Niedersachsen in 1957, Baden-Württemberg und Nordrhein-Westfalen in 1958, Bayern, Hessen und Schleswig-Holstein in 1959, Rheinland-Pfalz in 1960 sowie Bremen in 1961. Die Verbraucherzentralen Brandenburg, Mecklenburg-Vorpommern, Sachsen, Sachsen-Anhalt und Thüringen wurden 1990 gegründet.
Politische Dachorganisation dieser Landes-Verbraucherzentralen ist der Verbraucherzentrale Bundesverband e. V. (abgekürzt vzbv) mit Sitz im GSW-Hochhaus in Berlin-Kreuzberg. Er vertritt die Verbraucherinteressen gegenüber Politik, Wirtschaft und Gesellschaft auf Bundesebene. Der vzbv bietet jedoch keine direkte Verbraucherberatung an. Dies übernehmen die einzelnen Verbraucherzentralen in den Ländern.
Er ist federführend für die Klimaschutzkampagne für mich. für dich. fürs klima. mit dem Ziel der Verbraucherberatung bei Mobilität, Ernährung und Finanzprodukten, finanziert von der Bundesregierung. Die Klimakampagne des vzbv endete mit dem Jahr 2010. Insgesamt wurden circa 1900 Aktionen und 1500 Bildungsaktionen durchgeführt.

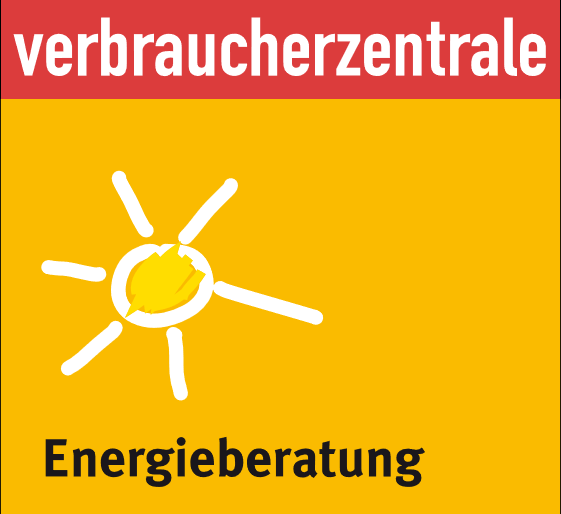
Logo der vzbv-Energieberatung

Seit 1978 koordiniert der vzbv die Energieberatung der Verbraucherzentrale, das größte interessenneutrale Beratungsangebot zum Thema Energie in Deutschland. In acht Beratungsangeboten (Telefonberatung, Onlineberatung, Stationäre Beratung, Basis-Check, Gebäude-Check, Heiz-Check, Solarwärme-Check und Detail-Check) beraten über 550 Energieberater jährlich rund 120.000 Verbraucher zur Energieeinsparung und zum Einsatz erneuerbarer Energien in privaten Wohngebäuden.
Der Verbraucherzentrale Bundesverband wurde am 1. November 2000 als Nachfolgeorganisation der Arbeitsgemeinschaft der Verbraucherverbände, des Verbraucherschutzvereins und des Verbraucherinstituts gegründet. Sein erster Vorstand war Edda Müller. Vom August 2007 bis Mitte Dezember 2013 war Gerd Billen Vorstand. Am 1. Mai 2014 trat Klaus Müller, bisheriger Vorstand der Verbraucherzentrale NRW, sein Amt als neuer Vorstand des vzbv an. Er wurde am 1. März 2022 durch die Juristin Jutta Gurkmann abgelöst. Zum 1. Juli 2022 wurde Ramona Pop zur Vorständin berufen.

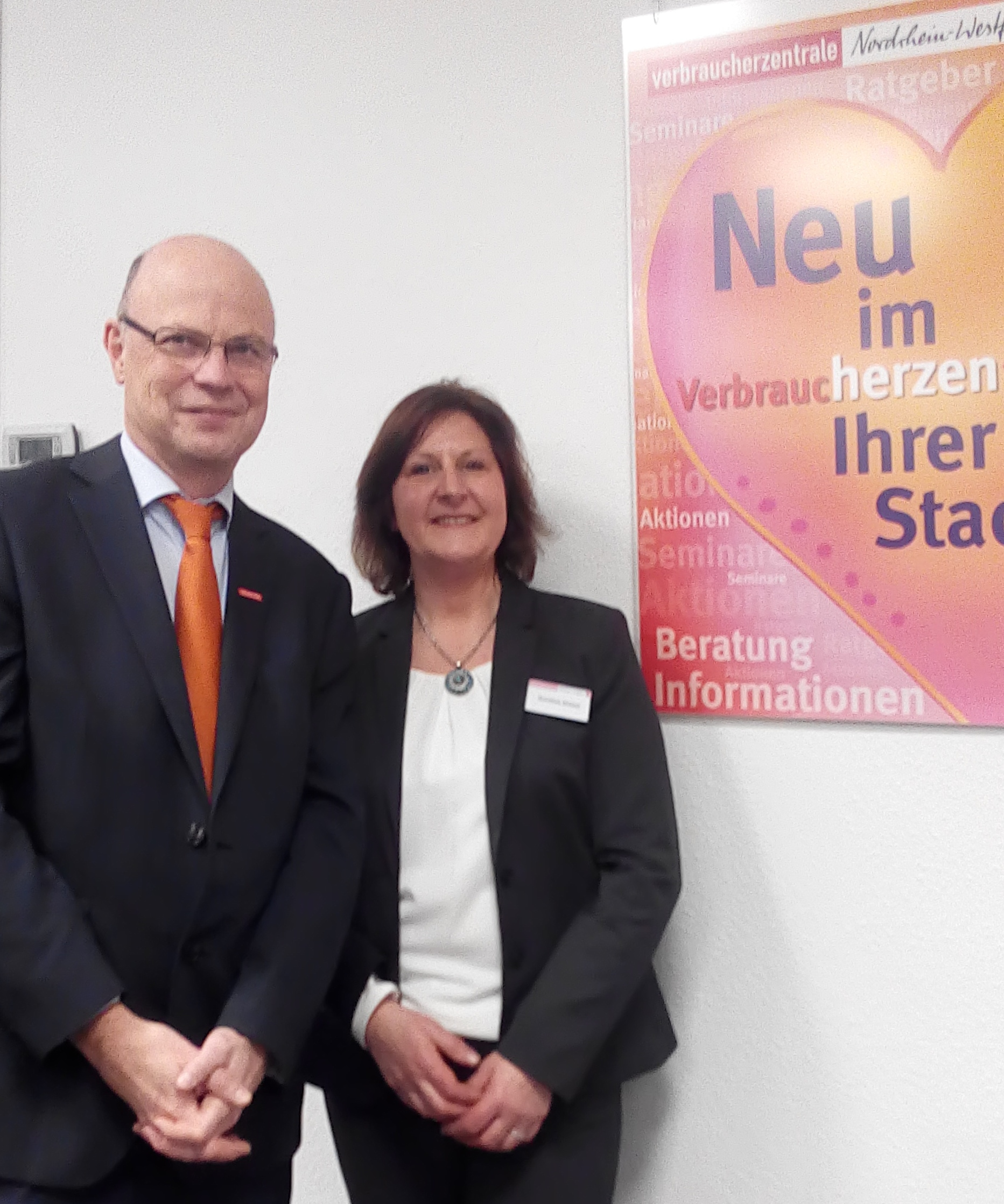
NRW-Vorstand Schuldzinski und Dorothea Khairat, Leiterin der Beratungsstelle in Neuss (2017)

Größte Einzelorganisation ist die Verbraucherzentrale Nordrhein-Westfalen mit Sitz in Düsseldorf. Sie berät landesweit in 63 Beratungsstellen, per Internet und über eine kostenpflichtige Rechtsberatungshotline. Die Verbraucherzentrale Nordrhein-Westfalen ist Gründungsmitglied des Vereins EnergieVision e. V., der das ok-power Label für Ökostrom-Angebote vergibt. Insgesamt gibt es 16 Landesverbraucherzentralen, die in den Bundesländern als selbstständige Organisationen auftreten und als solche arbeiten. Zwischen den einzelnen Verbraucherzentralen gibt es jedoch einen regen Austausch, so dass es einheitliche Beratungsstandpunkte gibt.
International ist der Verbraucherzentrale Bundesverband Mitglied beim Europäischen Verbraucherverband (BEUC) und bei Consumers International.

## Aktivitäten

### Lebensmittelklarheit.de
Am 20. Juli 2011 ging in Zusammenarbeit mit dem Landesverband Hessen die Website Lebensmittelklarheit.de im Rahmen der Initiative Klarheit und Wahrheit (bei der Aufmachung und Kennzeichnung von Lebensmitteln) online. Dieses neue Portal löste am selben Tag ein sehr großes Medienecho aus, so dass die Website nach der Freischaltung temporär aufgrund von Überlastung nicht zu erreichen war. Negative Kritik wurde von Seiten der Lebensmittelindustrie und dem Deutschen Konsumentenbund geäußert.

### Studie zur bedarfsgerechten Beratung
Eine Studie des vzbv sollte 2013 anhand einer Stichprobe zeigen, ob die Beratung von Banken und Versicherern bedarfsgerecht ist. Knapp 300 Fälle wurden dazu untersucht. Die Kritik des Bundesverbands: Oftmals passen die angebotenen Produkte oder abgeschlossenen Verträge nicht zu den Bedürfnissen der Kunden. Im Dezember 2013 kritisierte der Gesamtverband der Deutschen Versicherungswirtschaft (GDV) die Untersuchung als „irreführend“. Zudem sei die Studie aufgrund der geringen untersuchten Fälle nicht repräsentativ.

### Weltverbrauchertag
Zum Weltverbrauchertag am 15. März informieren die Verbraucherzentralen jedes Jahr zu einem Schwerpunktthema und führen bundesweit Aktionen durch.

### Deutscher Verbrauchertag
Um seine politischen Forderungen zu formulieren, richtet der Verbraucherzentrale Bundesverband seit dem Jahr 2007 alle zwei Jahre den Deutschen Verbrauchertag als politische Tagung aus.

### Musterfeststellungsklage gegen VW
Aufgrund des Abgasskandals startete der vzbv 2018 vor dem Oberlandesgericht Braunschweig in Kooperation mit dem ADAC eine Musterfeststellungsklage gegen den Autokonzern Volkswagen AG. Diese Klage endete Anfang 2020 mit einem Vergleich. Daraufhin erhielten etwa 240.000 Verbraucher eine Einmalzahlung zwischen 1.350 Euro und 6.257 Euro. Insgesamt musste Volkswagen aufgrund des Vergleichs eine Entschädigungssumme von etwa 750 Millionen Euro zahlen.

### Fernwärmeklage
Im November 2023 verklagten die Verbraucherschützer Eon und Hansewerk wegen vermeintlich illegaler Preiserhöhungen bei Fernwärme. Eingereicht wurden die Klagen bei den Oberlandesgerichten in Schleswig und Hamm. Die Unternehmen wiesen die Vorwürfe zurück.
Die Preiserhöhungen der Fernwärmeversorger war zuvor auch dem Bundeskartellamt aufgefallen. Es hat wegen des Verdachts zu starker Erhöhungen ein Missbrauchsverfahren eröffnet. Das Klageregister wurde im Februar 2024 eröffnet. Da aus Sicht des Verbraucherzentrale Bundesverbands die Preiserhöhungen nicht gerechtfertigt sind, soll erreicht werden, dass Abrechnungen rückwirkend anpasst werden und sich daraus ergebene Guthaben erstattet werden.

### faktencheck-gesundheitswerbung.de
Im Dezember 2020 ging in Zusammenarbeit der Verbraucherzentrale Nordrhein-Westfalen und Rheinland-Pfalz die Website faktencheck-gesundheitswerbung.de online. Das Portal soll über irreführende oder unzulässige Gesundheitsinformationen, Produktinformationen oder Werbung zu Gesundheitsfragen im Internet aufklären. Außerdem können Verbraucher schlechte oder gefährliche Gesundheitsinformationen über das Portal melden. Partner des Projektes sind unter anderem Gute Pillen-Schlechte Pillen, IGeL-Monitor, Informationsnetzwerk Homöopathie, Medizin transparent. Das Bundesministerium für Umwelt, Naturschutz, Nukleare Sicherheit und Verbraucherschutz (BMUV) fördert das Portal im Rahmen der Initiative Verbraucherschutz im Markt der digitalen Gesundheitsinformationen und Individuellen Gesundheitsleistungen.

## Finanzierung
Die Finanzierung der Verbraucherzentralen beruht überwiegend auf Fördermitteln. In Nordrhein-Westfalen setzt sich der Etat beispielsweise aus institutioneller Förderung durch das Land Nordrhein-Westfalen, Mitteln der Städte und Kreise, Projektmitteln, Spenden sowie aus eigenen Einnahmen zusammen. Am 23. Juli 2018 wurde bekannt, dass die Stadt Mönchengladbach den Vertrag mit der Verbraucherzentrale NRW bis 2022 mit einem Finanzierungsanteil von rund 127.000 Euro pro Jahr erneuert hat.
Diese eigenen Einnahmen stammen zum Teil aus der Verbraucherberatung. Insbesondere die individuelle Rechtsberatung wird von Verbraucherzentralen in vielen Bundesländern nur gegen Entgelt angeboten. Die Preise der Verbraucherzentrale variieren oft zwischen telefonischer und persönlicher Beratung und sind abhängig vom Beratungsgegenstand.
Bis 2012 galt für die kostenpflichtigen Beratungen der Verbraucherverbände der reduzierte Umsatzsteuersatz von 7 %. Seit dem 1. Januar 2012 wird stattdessen der volle Umsatzsteuersatz von 19 % erhoben. Diese gesetzliche Veränderung entspricht einer Verteuerung von 11,2 %. Gerd Billen, bis Ende 2013 der Vorsitzende des vzbv und von Dezember 2013 bis Mai 2020 Staatssekretär im Bundesministerium der Justiz und für Verbraucherschutz, appellierte an Bund und Länder, im Gegenzug die Zuschüsse des Staates zu erhöhen.
Die Verbraucherzentrale Bremen e. V. meldete im Februar 2019 Insolvenz an. Das Amtsgericht Bremen hat das Insolvenzverfahren nach erfolgreicher Sanierung beendet.
Für das Geschäftsjahr 2023 ist der Jahresbericht der VZBV über das Lobbyregister verfügbar. Ca. 250 Personen sind bei der VZBV demnach beschäftigt. Für das Jahr 2023 haben zehn Bundesministerien 32,8 Mio. € an Projektmitteln an die VZBV entrichtet; das Bundesministerium für Wirtschaft und Klimaschutz hat daran mit 28,4 Mio. € den größten Anteil. Der institutionelle Haushalt der VZBV von 25,1 Mio. € besteht mit 24,6 Mio. € zu 98 % aus Zuwendungen des Bundesministeriums für Umwelt, Naturschutz, nukleare Sicherheit und Verbraucherschutz. Die Mitgliedsbeiträge belaufen sich auf 25.700 €, also ca. 1/1000 der Zuwendungen im institutionellen Haushalt.

## Abgrenzung
Im Gegensatz zu den Verbraucherzentralen sind die Europäischen Verbraucherzentren keine Nichtregierungsorganisationen, sondern Einrichtungen der EU-Kommission.